# Dejvid Medžjanik
Dejvid Kristofer Medžjanik (енгл. David Christopher Miedzianik, rođen 24. jula 1956) britanski je autistični poeta i pisac.

## Biografija
Dejvid je rođen 24. jula 1956. godine u severoengleskom gradu Roteramu, od ruskog oca i engleske majke. Godine 1970, on je dijagnoziran s autizmom.
On je 1986. godine napisao svoju prvu knjigu, Moja autobiografija. Profesor Elizabet Njuson je u predgovoru navela da je njegova autobiografija bila drugi rad tog tipa koji je napisala autistična osoba, pri čemu je Pojava: Obeležen autističan autora Templa Grandina bila prva.
Od 2004. godina Medžjanik je u poeziji.

## Bibliografija
- My Autobiography (1986)
- I Hope Some Lass Will Want Me After Reading All This (1987)
- Taking the Load off My Mind (1993)
- Now All I've Got Left is Myself (1997)

## Spoljašnje veze
- Miedzianik's early poetry website (1997-2000)
- Miedzianik's later poetry site (2001-2005)
- Miedzianik on Martijn Dekker's site
- Selected poems from Now All I've Got Left is Myself
- A Season of Changes on YouTube